# 球面度

球面度，也称为立弳（符號：sr）是立體角的國際單位。它可算是三維的弧度。
以r為半徑的球的中心為頂點，若展開的立體角所對應的球面表面積為r2，該立體角的大小就是一球面度。球表面積為4πr2，因此整個球有4π個球面度。
球面度是無因次的。
球面度等於(180/π)2或3282.80635平方度。